# Patera
A patera (görögül phiale) egy ókori kerámia- vagy fémcsésze, amelyet az áldozati szertartás során használtak folyadék öntésére. Általában tál alakú, vagy sekély kupa nyúlvánnyal, amely fogantyúul szolgált. A felhasznált folyadék többnyire bor vagy tej volt, amelyet az áldozat fejére, vagy az oltárra locsoltak belőle. A leggyakoribb bemutatott vértelen áldozat az italáldozat volt (libatio), bor, víz, méz, tej és olaj; a bor gyakran az égő áldozat kiegészítő részeként is szolgált, hogy az isten az ételen kívül italt is kapjon. A legtöbb istennek tiszta bort áldoztak, viszont a múzsák, nimfák, fúriák és Aphrodité italáldozatain tilos volt a bort használni.

## Néhány példa apaterára

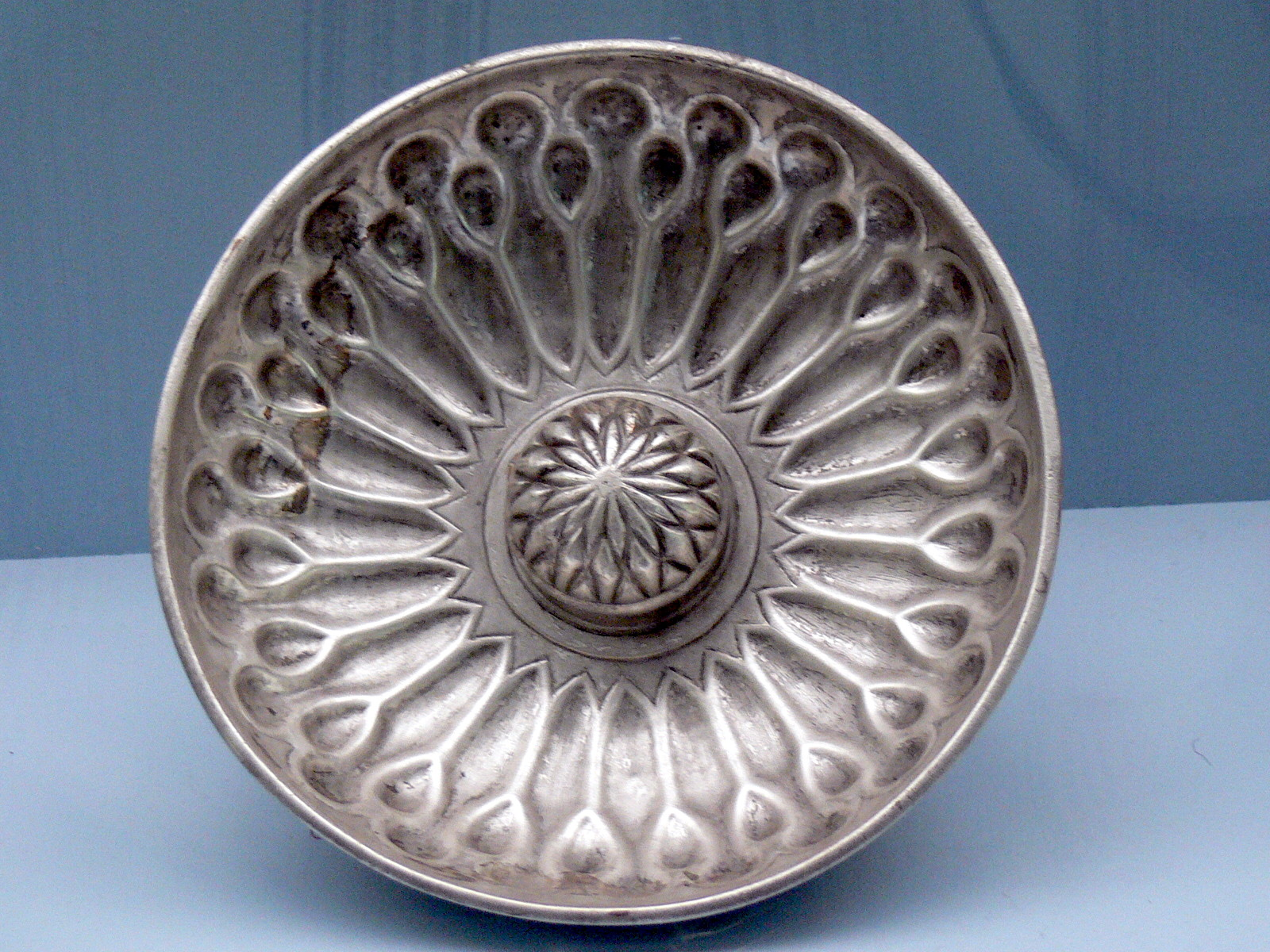
Rituális ezüsttál (i. e. 620-590) Bayindir, Nevşehir faluból, a mai Törökországból
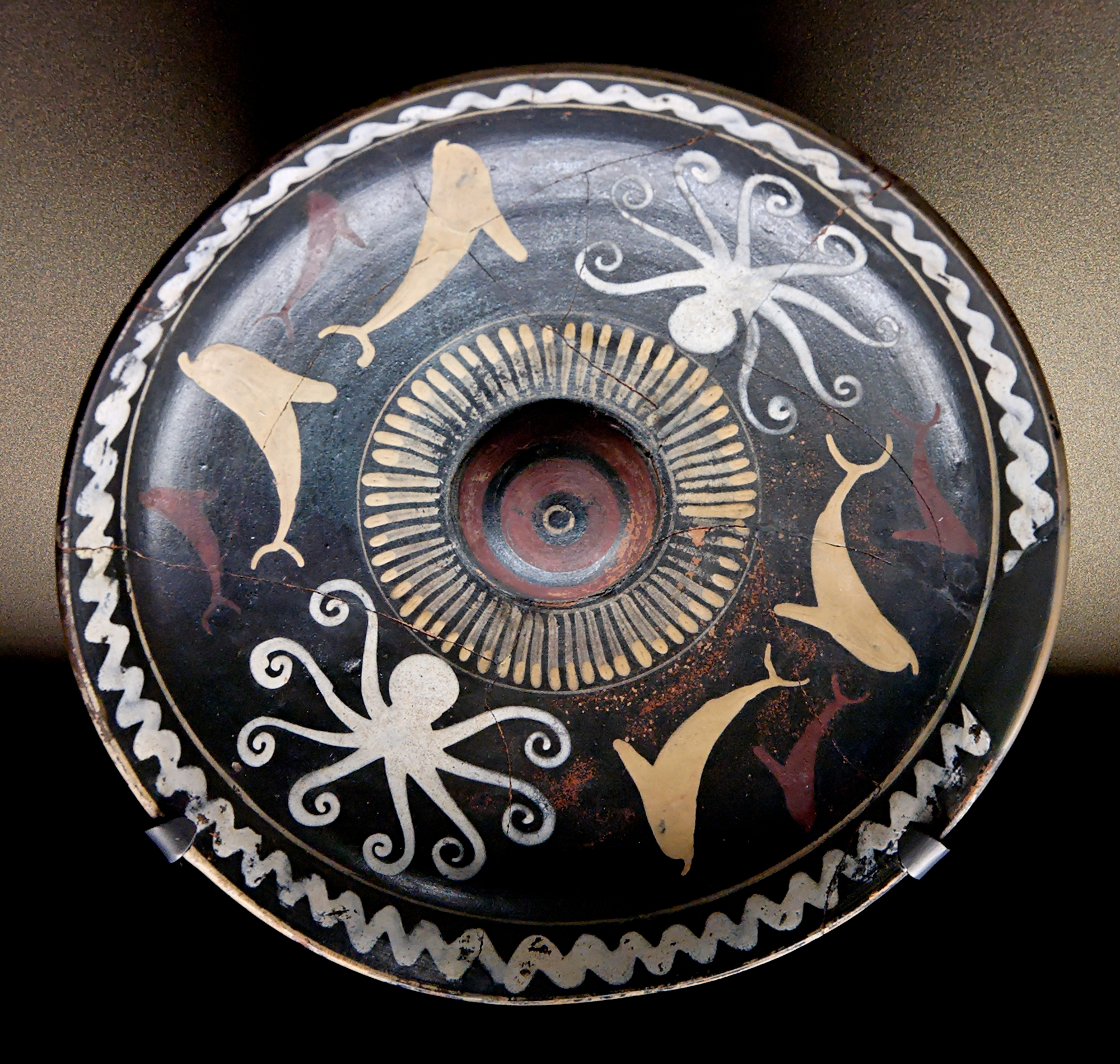
Polip- és delfinmotívumok egy kerámiatányéron (i. e. 510-500) Eretria, Euboia
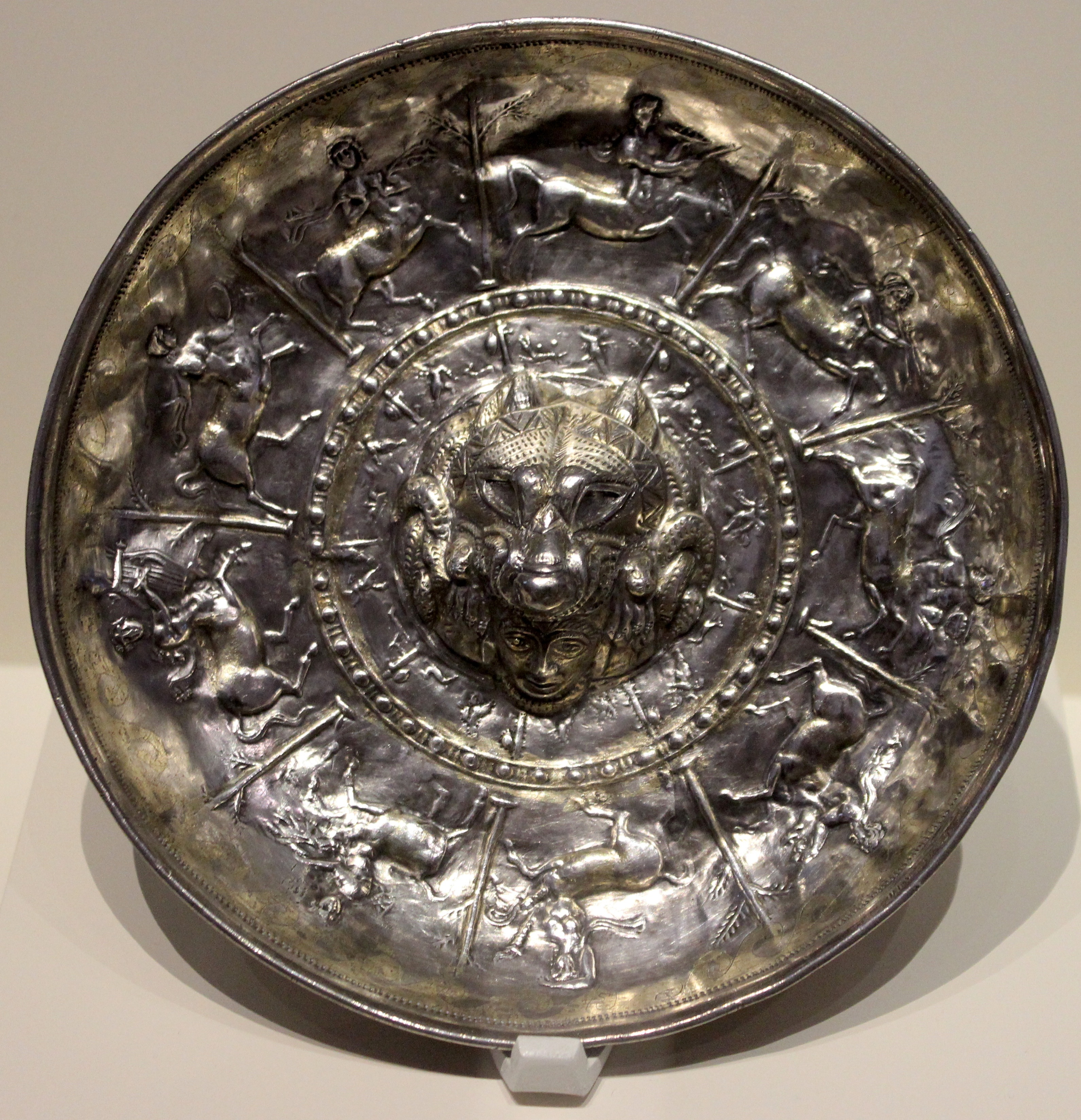
Rituális ezüsttál Hispániából (i. e. 2-1. sz.)
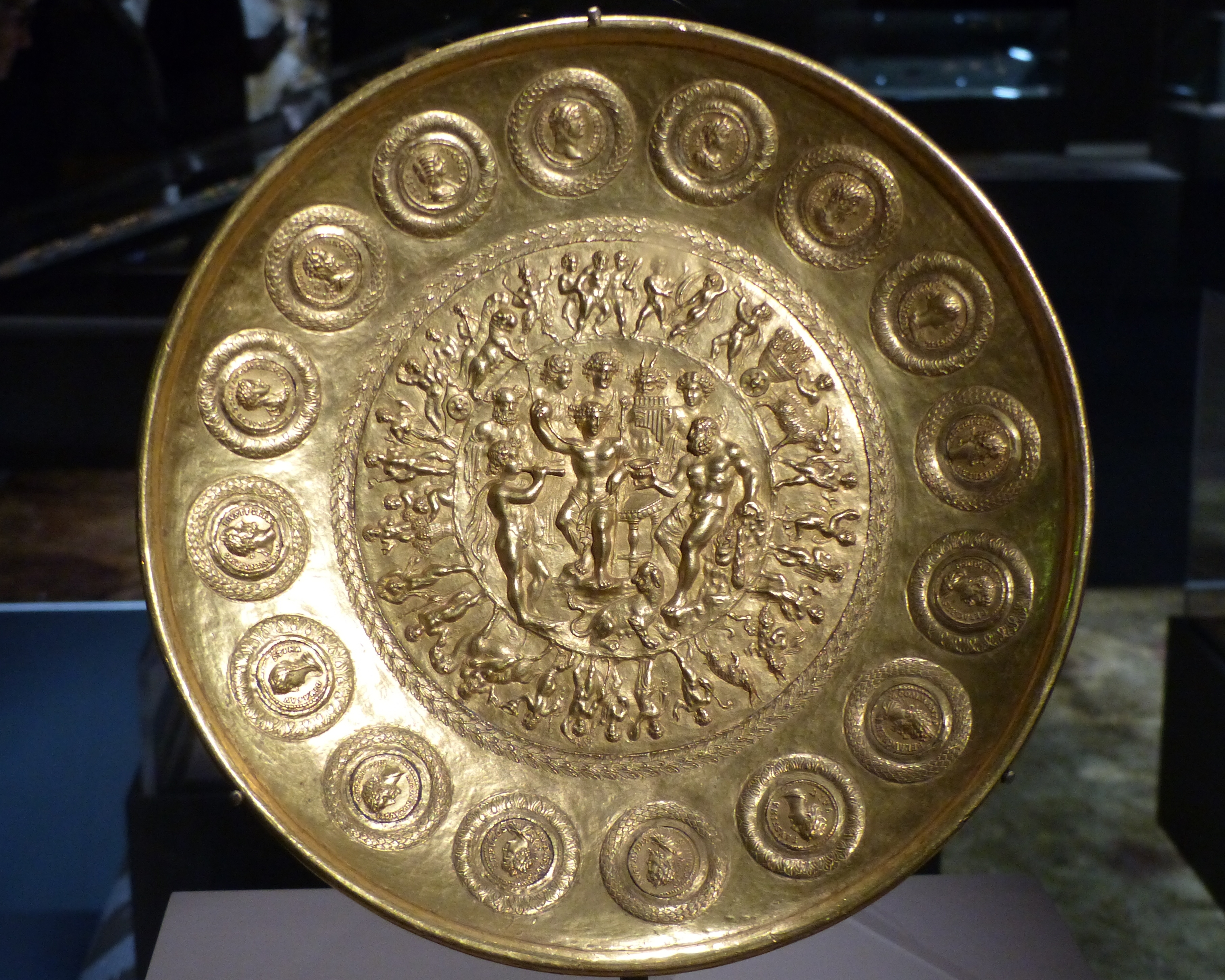
Arany patera Rennes-böl, Hadrianus birodalmi tallérjaival díszítve, középen egy Bacchus-, Hercules-medál (3. sz. közepe)

## A római pénzeken
| Traianus, Nerva és természetes apja | Traianus, Nerva és természetes apja | Traianus, Nerva és természetes apja                                                                                 | Traianus, Nerva és természetes apja | Traianus, Nerva és természetes apja | Traianus, Nerva és természetes apja | Traianus, Nerva és természetes apja |
| Kép                                 | Érték                               | Fej | Írás | Korszak                             | Súly; átmérő                        | Katalógus                           |
| ----------------------------------- | ----------------------------------- | --- | --- | ----------------------------------- | ----------------------------------- | ----------------------------------- |
|                                     | Dénár                               | IMP TRAIANUS AVG GER DAC P M TR P COS VI P P, jobbra néző                                                           | DIVUS PATER TRAIAN, Divus Pater Traianus (Traianus apjának megdicsőülése), egy curule széken ülve, balra néző, kezében patera és jogar                | 112-115                             | 19 mm, 3,31 g, 7 h Római pénzverde  | RIC Traianus, II., 252; RSC 140.    |
|                                     | Dukát                               | IMP CAES TRAIAN HADRIANO AVG DIVI TRA(iani) PART(hicus) F(ilii), fejét jobbra fordító mellkép, köpenyben, páncélban | DIVI NER(ae) NEP(oti) P M TR P COS, Concordia ülve balra, paterával néhány bőségszaruval a szék alatt, az álló Remény mögött; CONCORD(ia) szelvényben | 117-118                             | 7 g                                 | RIC Hadrianus, II., 14.             |

## Fordítás
Ez a szócikk részben vagy egészben  a   Patera (archeologia) című olasz Wikipédia-szócikk ezen változatának fordításán alapul.  Az eredeti cikk szerkesztőit annak laptörténete sorolja fel. Ez a jelzés csupán a megfogalmazás eredetét és a szerzői jogokat jelzi, nem szolgál a cikkben szereplő információk forrásmegjelöléseként.